# Laksmi De-Neefe Suardana
Laksmi De-Neefe Suardana (Melbourne, Victoria; 29 de enero de 1996) es una modelo, diseñadora de moda, autora y activista australiana-indonesia. Llegó a ser coronada como Puteri Indonesia 2022. Es la primera representante de Bali y la primera mujer hindú en ser coronada como Puteri Indonesia. Representó a Indonesia en Miss Universo 2022.

## Primeros años y educación

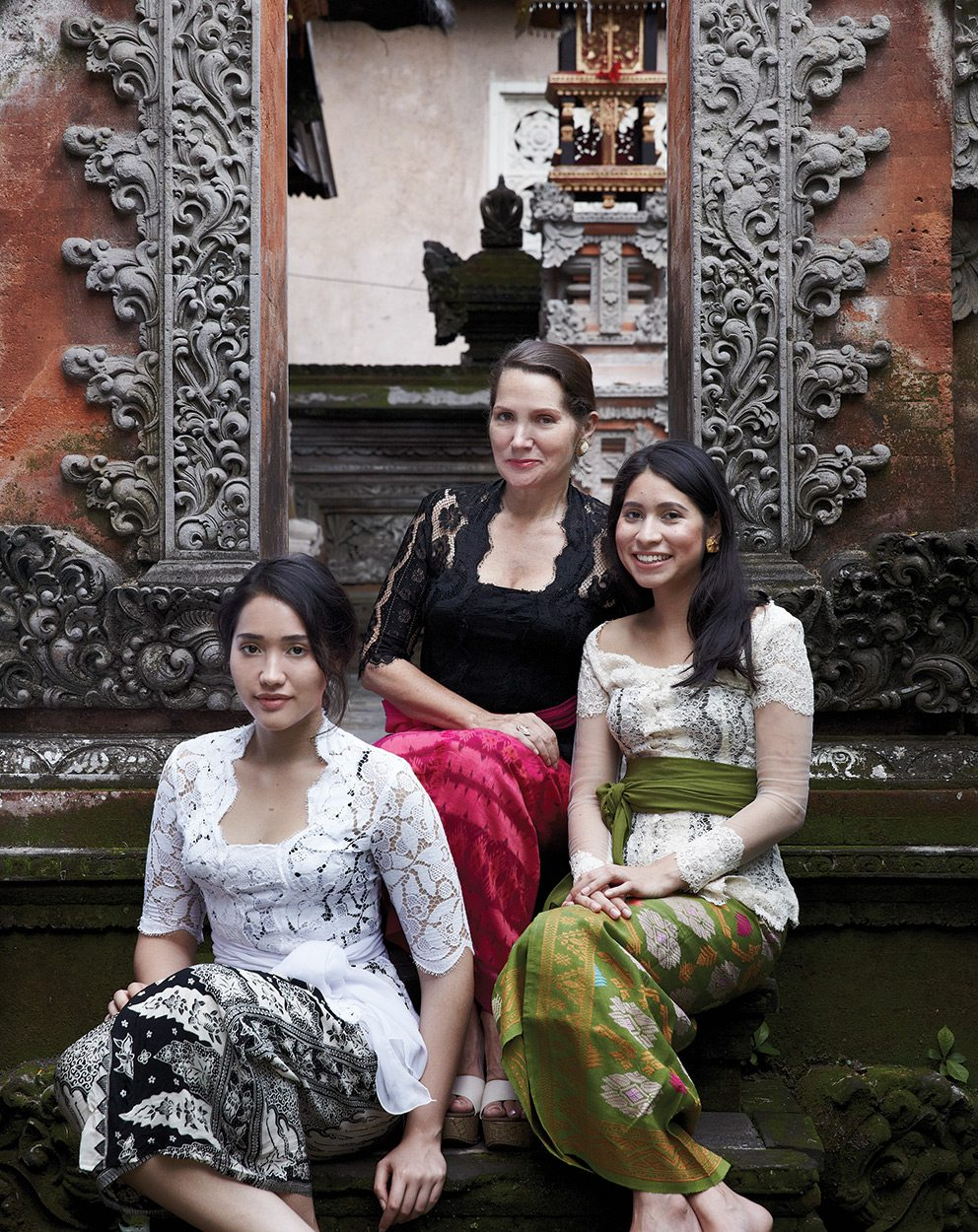
Las fundadores del Festival de Escritores y Lectores de Ubud. Laksmi De-Neefe (izq.), junto a su madre Janet De-Neefe (centro) y su hermana Dewi De-Neefe (dcha.).

Laksmi nació el 29 de enero de 1996 en Melbourne (Australia), de madre australiana, Janet De-Neefe, y padre balinés, Ketut Suardana. Se crio en Ubud, un pueblo situado en la regencia de Gianyar, en Bali (Indonesia). Tiene una hermana, Dewi, y dos hermanos, Arjuna y Krishna. También es nieta de un magnate australiano de los negocios, John De-Neefe.
Su nombre está inspirado en Laksmí, una diosa hindú conocida por su poder para convertir los sueños en realidad. Laksmi y su familia fueron testigos de los atentados de Bali en 2002, en Kuta, pero sobrevivieron al incidente. Laksmi es políglota: habla con fluidez indonesio, balinés, inglés, italiano y español, y dominó el italiano mientras estudiaba y trabajaba como diseñadora de moda en Florencia (Italia).
Laksmi obtuvo su Diploma de Artes en la Universidad de Monash en 2013. A continuación, completó su programa de doble titulación, Licenciatura en Diseño de Moda de la Universidad RMIT en Australia y Licenciatura en Negocios de la Moda de Polimoda - Politecnico Internazionale della Moda en Italia. Se graduó con summa cum-laude.

## Carrera
Desde adolescente, junto con sus padres, Laksmi se dedicó a ayudar a que el turismo y la economía de Bali se recuperaran tras los atentados de 2002 a través del Festival de Escritores y Lectores de Ubud, un certamen literario cuyo objetivo era reavivar el interés internacional a través de la literatura y la poesía. Consiguieron que pasara de ser un festival muy pequeño a ser el uno de los más importantes del sudeste asiático.
En 2019, el festival fue nombrado como uno de los cinco mejores festivales literarios del mundo por The Telegraph en el Reino Unido. En el mismo año, Laksmi también decidió participar como activista y colaboradora de La Juventud Opina de UNICEF. Ahora promueve activamente la alfabetización y el compromiso con la literatura en la sociedad como su defensa, sabiendo que el interés por la escritura y la lectura de libros en Indonesia sigue siendo bajo. Además, también es voluntaria para enseñar inglés en una organización no gubernamental en Bali.
El 31 de mayo de 2022, Laksmi, junto con sus compañeras ganadoras del Puteri Indonesia 2022, Cindy May McGuire y Adinda Cresheilla, fue nombrada embajadora del G20 2022 por el presidente de la República de Indonesia, Joko Widodo, en el Palacio de Merdeka, como parte de la presidencia indonesia en la próxima decimoséptima reunión del Grupo de los Veinte (G20) en Bali, donde las embajadoras también estuvieron acompañadas por el ministro de Turismo y Economía Creativa, Sandiaga Uno.

## Modelaje
Laksmi fue recomendada por su amiga, Louise Kalista Iskandar, para participar en un concurso de belleza, que en este caso es Puteri Indonesia. La propia Kalista es Puteri Sumatra Barat 2020 y quedó entre las 6 finalistas de Puteri Indonesia 2020. Laksmi fue testigo y sintió el impacto que podía causar una reina de belleza, por lo que se interesó a pesar de no saber nada sobre el concurso. A la edad de 24 años, comenzó su incursión en el mundo del desfile al unirse a un campamento de belleza propiedad de Puteri Indonesia Lingkungan 2009, Zukhriatul Hafizah Muhammad, llamado Ratu Sejagad. En enero de 2022, compitió por el título de Puteri Bali 2022 a través de una audición abierta en Yakarta, terminó ganando el título.

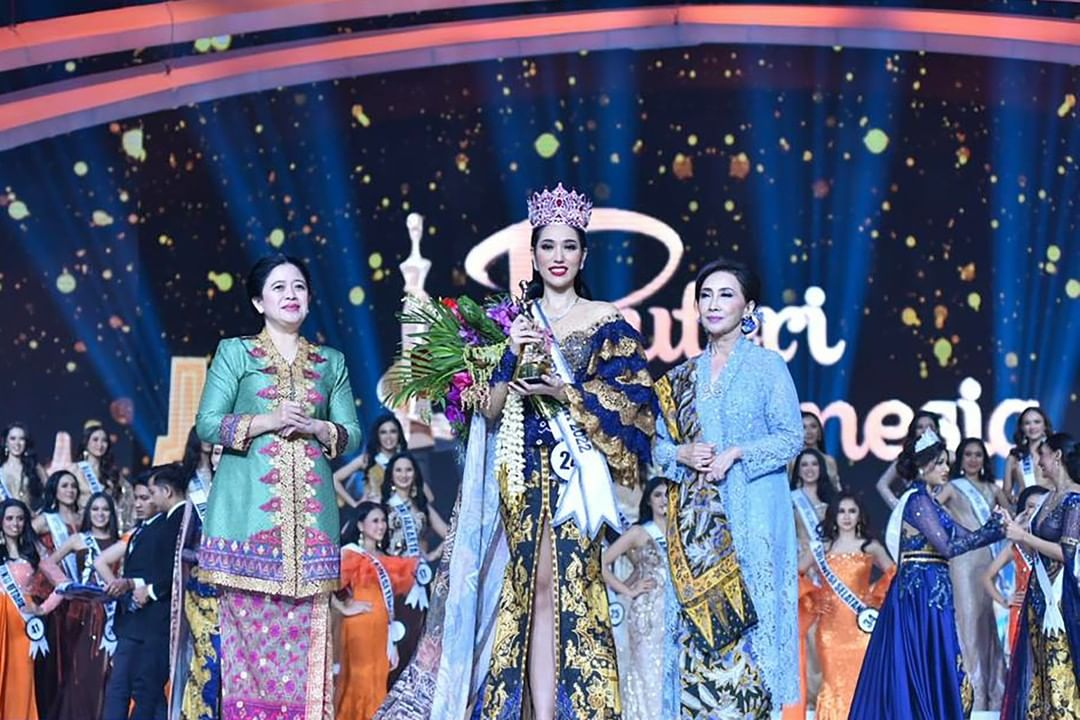
Laksmi (en el centro) siendo coronada como Puteri Indonesia 2022, junto con Puan Maharani y Putri Kuswisnuwardhani.

Como ganadora del Puteri Bali 2022, Laksmi representó a Bali en el Puteri Indonesia 2022, celebrado en el Centro de Convenciones de Yakarta (Indonesia) el 27 de mayo de 2022. Originalmente, llevaba el fajín de Bali 1, ya que había otra candidata de Bali, Jazmine Callista Seymour Rowe, que fue votada públicamente como una de las candidatas oficiales. Sin embargo, cambió su faja por la de Bali antes de la pre-cuarentena ya que Jazmine decidió retirarse por motivos desconocidos.
Durante la final, Laksmi fue preguntada por Putri Kuswisnuwardhani si tiene alguna experiencia que le gustaría cambiar. Ella respondió:

«No tengo ninguna experiencia en mi vida de la que me arrepienta por muy mala que sea. Creo que el Universo ha hecho planes para mí, y me ha ayudado a convertirme en una persona más fuerte, más sabia y más justa. Y es por eso que puedo estar aquí frente a ustedes esta noche debido a toda la experiencia que me ha enseñado, y me ha convertido en una nueva persona y soy valiente, y sé que puedo conquistar cualquier cosa. Gracias».

Al final de la noche de coronación, Laksmi derrotó con éxito a otras 43 delegadas de toda Indonesia, Es la primera balinesa e hindú en ser coronada Puteri Indonesia. Fue coronada como Puteri Indonesia 2022 por la titular saliente, Raden Roro Ayu Maulida Putri de Java Oriental. Laksmi fue coronada junto con sus compañeras reinas Puteri Indonesia, Cindy May McGuire y Adinda Cresheilla.
Como ganadora de Puteri Indonesia 2022, Laksmi representó a Indonesia en la 71.ª edición del concurso de Miss Universo, tras la retirada del país en la edición anterior.

## Filmografía
Junto con su hermana mayor, Dewi De-Neefe, Laksmi comenzó su carrera de actriz como extra en la película del libro de Elizabeth Gilbert titulada Come, reza, ama, en 2010, de Columbia Pictures y Plan B Entertainment.